# Source sacrée de Su Tempiesu
La source sacrée de Su Tempiesu est un site archéologique nuragique situé dans la commune d'Orune, dans la province de Nuoro, en Sardaigne, en Italie. Il fait partie des 31 sites nuragiques sardes candidats à l'inscription au Patrimoine mondial de l'UNESCO,,.

## Situation
Le site se trouve dans la localité de sa Costa 'e Sa Binza, à Orune, dans la région traditionnelle de la Barbagia. Il est accessible en voiture depuis Olbia, Nuoro, Cala Gonone, et Oristano.
On accède au site par un sentier botanique en forêt d'environ 20 minutes de marche, bénéficiant d'une signalisation détaillée et rassemblant des espèces endémiques méditerranéennes, comme le genévrier et le myrte.

## Historique
Le site de Su Tempiesu a été découvert en 1953. Il est géré par une coopérative.

## Description
Le site de Su Tempiesu est une « source sacrée », autour de laquelle a été édifié un petit temple, construit avec de grands blocs de pierre basaltique et de trachyte. La source est couverte d'un toit à double pente de type tholos, avec un tympan en triangle aigu et des arcades monolithiques décoratives. Le temple comporte un atrium trapézoïdal avec des sièges latéraux et des niches sur les murs pour les offrandes votives. Le vestibule a un mur courbe avec un petit puits de collecte d'eau. On a trouvé lors des fouilles des offrandes votives en bronze. Les archéologues ont reconnu trois phases de construction et d'utilisation, allant de l'Âge du bronze récent au début de l'Âge du fer.